# Espiritu Santo
För andra betydelser, se Espiritu Santo (olika betydelser).

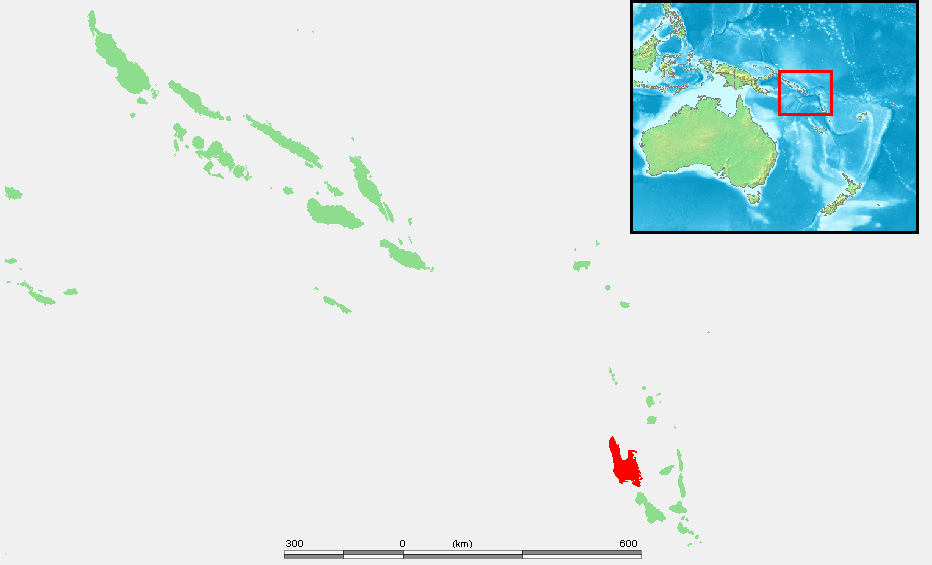
Espiritu Santo markerat på kartan.

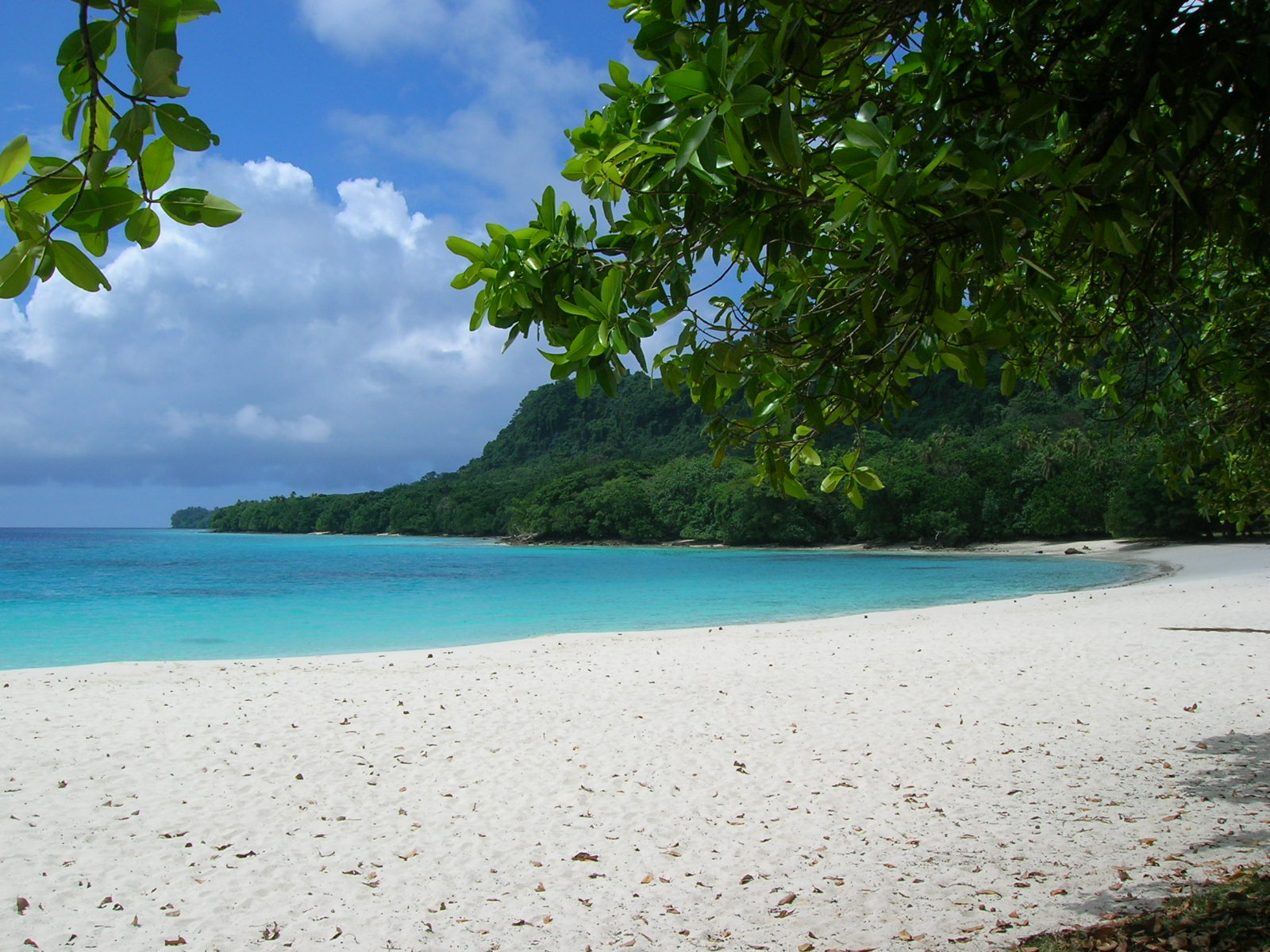
Champagne Beach som finns på den nordliga delen av Espiritu Santo.

Espiritu Santo (från spanskan: Espíritu Santo, "Den Helige Ande", vanligtvis benämnd Santo) är den största ön i öriket Vanuatu med en yta på 3955,5 km² och en befolkning på ungefär 40,000, enligt folkräkningen 2009.. Den tillhör ögruppen Nya Hebriderna i Stillahavsregionen Melanesien. Espiritu Santo ligger i provinsen Sanma i Vanuatu.
Orten Luganville vid Espiritu Santos sydöstkust är Vanuatus näst största bosättning och provinshuvudstad. Vägar går norr och västerut från Luganville men saknar annars större vägnät. Vanuatu högsta punkt är Tabwémasana med sina 1879 meter och ligger på västra delen av Espiritu Santo.
En spansk expedition ledd av den portugisiska utforskaren Pedro Fernández de Quirós, etablerade en bosättning 1606 vid Big Bay på norra sidan av ön. Espiritu Santo har fått sitt namn från Queirós, som namngav hela ögruppen La Austrialia del Espíritu Santo med hänvisning till kungen Filip III av Spaniens härkomst från det österrikiska kungshuset och eftersom han trodde att han hade anlänt till den stora sydliga kontinenten Terra Australis i sitt sökande efter den.
Under den tid då området styrdes av ett brittiskt och franskt kondominium, var Hog Harbour platsen för den brittiska distriktsförvaltningen, medan Segond, nära Luganville var platsen för den franska distriktsförvaltningen.